# Aphaenogaster cardenai
Aphaenogaster cardenai es una especie de hormigas endémicas del este de Andalucía (España peninsular).